# Carl Johan Thyselius
Carl Johan Thyselius (Österhaninge, territorio de Södermanlands, 8 de junio de 1811 - Estocolmo, 11 de enero de 1891), político sueco, primer ministro de su país entre 1883 y 1884. 
Era hijo del vicario y luego obispo Pehr Thyselius y de Christina Margareta Bergsten. Como era típico en su tiempo, tras una formación en administración en la Universidad de Upsala, combinó una exitosa carrera de posiciones oficiales de alto nivel con importantes destinos políticos. Entre otros cargos, fue integrante de la Corte Suprema de Justicia en 1856-1860, ministro de la Iglesia (equivalente a Educación) en 1860-1863, presidente del Kammarkollegium en 1864-1875 y ministro del Departamento Civil (responsable del comercio, la industria y el transporte marítimo) en 1875-1880. 
Tras la renuncia de Arvid Posse en 1883, Thyselius se convirtió el 13 de junio, a regañadientes, en primer ministro, a pedido del rey Óscar II, por un año, hasta el 16 de mayo de 1884. De esta manera, se convirtió en el primer siervo en llegar a ser primer ministro de Suecia. Fue además el de mayor edad en aquel momento, ya que tenía 72 años al acceder al cargo.
Casado en 1848 con Charlotta Melart, tuvo una hija.
- Datos: Q52956
- Multimedia: Carl Johan Thyselius / Q52956